# Soho Mall & Plaza Panamá
Soho Mall & Plaza es un complejo de uso múltiples plus que se ubica en el corazón del centro financiero de la Ciudad de Panamá. El proyecto es desarrollado por Soho Developers Inc. bajo el concepto ‘LEED' (Leadership in Energy & Environmental Design), mismo que incluye un centro comercial, un hotel, un casino y dos torres de negocios que tendrán acceso a las zonas comerciales.
La primera torre dispone de 56,300 metros cuadrados, 15 elevadores de alta velocidad y estacionamientos bajo techo. La segunda torre contará con un área de 30,400 metros cuadrados y ocho elevadores.
Además del mall y las torres de oficinas, la infraestructura poseerá el primer hotel Ritz Carlton de Centroamérica.